# Каспуте, Веста
Веста Каспуте (урожд. Калвите; лит. Vesta Kasputė, род. 5 декабря 1984, Паневежис) — литовская шахматистка, мастер ФИДЕ среди женщин (2010).

## Биография
Окончила юридический факультет Вильнюсского университета. Работала адвокатом в нескольких юридических фирмах. В 2010—2012 гг. преподавала экономическое право в Высшей школе международного права и бизнеса в Виршулишкесе. С 2015 г. занимала должность заместителя руководителя юридического отдела чартерной компании „Small Planet Airlines“.

### Семья
Замужем. Воспитывает дочь.

### Шахматная деятельность
Чемпионка Литвы 2010 г. Серебряный призёр чемпионата Литвы 2012 г. Бронзовый призёр чемпионатов Литвы 2013 и 2015 гг. (в 2015 г. разделила 3—4 места с Р. Зикене и обошла её по дополнительным показателям).
Победительница юношеского чемпионата Литвы 2002 г. (в категории до 18 лет).
В составе сборной Литвы участница шахматных олимпиад 2010 и 2012 гг., юношеского командного чемпионата Европы 2001 г., матча со сборной Латвии 2005 г.
Участница юношеских чемпионатов мира 1998, 2001 и 2002 гг. (в разных возрастных категориях), юношеского чемпионата Европы 2000 г. (в категории до 16 лет).
Тренируется в клубе „Vilnaus fortas“ под руководством В. Сакалаускаса.

## Основные спортивные результаты
| Год  | Город            | Соревнование                                                    | + | − | = | Результат | Место |
| ---- | ---------------- | --------------------------------------------------------------- | - | - | - | --------- | ----- |
| 1995 | Паневежис        | Чемпионат Литвы                                                 | 2 | 5 | 2 | 3 из 9    | 21—22 |
| 1998 | Оропеса-дель-Мар | Юношеский чемпионат мира (до 14 лет)                            |   |   |   | 5½ из 11  | 35    |
|      | Вильнюс          | Чемпионат Литвы                                                 |   |   |   | 5 из 9    | 5—10  |
| 2000 | Калитея          | Юношеский чемпионат Европы (до 16 лет)                          |   |   |   | 4½ из 9   | 20    |
|      | Вильнюс          | Чемпионат Литвы                                                 |   |   |   | 3½ из 8   | 12—17 |
| 2001 | Оропеса-дель-Мар | Юношеский чемпионат мира (до 18 лет)                            |   |   |   | 5½ из 11  | 33    |
|      | Балатонлелле     | Юношеский командный чемпионат Европы (сборная Литвы, ?-я доска) | 2 | 4 | 0 | 2 из 6    |       |
| 2002 |                  | Юношеский чемпионат Литвы (до 18 лет)                           |   |   |   |           | 1     |
|      | Ираклион         | Юношеский чемпионат мира (до 18 лет)                            |   |   |   | 6 из 11   | 27    |
|      | Неменчине        | Чемпионат Литвы                                                 | 3 | 2 | 4 | 5 из 9    | 9—14  |
| 2005 | Вильнюс          | Чемпионат Литвы                                                 |   |   |   | 5 из 9    | 8—11  |
|      | Лиепая           | Матч Латвия — Литва (против В. Ни)                              | 0 | 1 | 0 | 0 из 1    |       |
| 2010 | Неменчине        | Чемпионат Литвы                                                 | 8 | 1 | 0 | 8 из 9    | 1     |
|      | Ханты-Мансийск   | XXIV Олимпиада (сборная Литвы, 4-я доска)                       | 5 | 2 | 2 | 6 из 9    |       |
| 2012 | Вильнюс          | Чемпионат Литвы                                                 | 5 | 0 | 3 | 6½ из 8   | 2     |
|      | Стамбул          | XXV Олимпиада (сборная Литвы, 3-я доска)                        | 1 | 4 | 1 | 1½ из 6   |       |
| 2013 | Вильнюс          | Чемпионат Литвы                                                 | 4 | 2 | 3 | 5½ из 9   | 3     |
| 2015 | Вильнюс          | Чемпионат Литвы                                                 | 5 | 2 | 1 | 5½ из 8   | 3—4   |
| 2019 | Вильнюс          | Чемпионат Литвы                                                 | 4 | 3 | 0 | 4 из 7    | 7—9   |